# Font de Sant Antoni (Bellpuig)
La Font de Sant Antoni és una font pública de Bellpuig (Urgell) protegida com a bé cultural d'interès local. Aquesta font va ser construïda per l'Ajuntament a partir de les aigües sobreres de la mina del Convent de Sant Bartomeu, molt propera a la font. Al 1984 s'hi va realitzar una reforma.

## Descripció
És una font de pedra amb tres brocs i estructura de façana clàssica, formada per dues pilastres i entaulament amb escut central. Corona la font, un frontó amb un plafó decoratiu de ceràmica vidriada, que representa a Sant Antoni de Pàdua.